# Running with Rifles
Running with Rifles ist ein Open-World-Third-Person-Shooter mit Rollenspielelementen, welcher von Indie-Entwickler Osumia Games (ehemals Modulaatio Games) produziert und veröffentlicht wurde.

## Spielprinzip
Der Spieler sammelt durch Abschlüsse, Sabotage oder Einnehmen von Feindgebieten Erfahrungspunkte, die die Spielfigur mehr Waffen tragen lassen oder in Form von per Funk angeforderter Unterstützung von Fallschirmjägern, Artillerieschlägen oder Barrikaden investiert werden können. Die Schussmechanik verzichtet vollständig auf Trefferpunkte. Stattdessen besitzt jede Waffe eine gewisse Wahrscheinlichkeit für einen tödlichen Treffer.

## Entwicklung
Der Finne Pasi Kainiemi begann die Programmierung im Jahr 2011. Nach etwa einem Jahr Entwicklungszeit trat der in Deutschland lebende Franzose Jack Mayol dem Team bei und steuerte fortan grafische Elemente bei, kümmerte sich um Leveldesign und die Balance. Running with Rifles erschien im März 2014 als Early Access Titel bei Steam. Am 2. April 2015 erfolgte die Veröffentlichung bei Steam und Desura. In einer offiziellen Erweiterung wurde der Pazifikkrieg thematisiert. Eine zweite Erweiterung behandelt die Deutsche Westfront 1944/1945.

## Technik
Running with Rifles nutzt die plattformunabhängige OGRE Engine und OpenAL als Schnittstelle für Sound was Portierungen erleichterte. Mit Version 1.0 erschien das Spiel für Linux. Bis zu 255 Soldaten können auf einem Server gegeneinander antreten. Das Spiel unterstützt den Steam Workshop wo Mods mit Thematiken wie Erster Weltkrieg, Zweiter Weltkrieg oder Crossover mit anderen Spieluniversen wie Mass Effect.

## Rezeption
Running with Rifles wurde von der Spielerschaft sehr wohlwollend aufgenommen. Das Spiel hebe sich durch polierte Aufmachung von anderen mit Early Access finanzierten Spielen ab und besäße gut funktionierende Spielmechaniken. Rezensenten verglichen das Spiel mit Battlefield und Hotline Miami. Es erinnere an Klassiker wie Cannon Fodder.